# Wilhelm Silberkuhl
Wilhelm Johannes Silberkuhl (* 14. August 1912 in Castrop-Rauxel; † 12. Juni 1984 in Bad Wiessee) war ein deutscher Architekt und Bauingenieur.
Silberkuhl studierte Architektur, Verkehrswesen und Betriebswirtschaft an der Technischen Hochschule Hannover. 1954 gründete er das Architektur- und Ingenieurbüro Silberkuhl in Essen, woraus 1962 die Agiplan (Aktiengesellschaft für Industrieplanung) wurde, deren Hauptaktionär er war.
Er hielt mehrere Patente, die er in der 1959 gegründeten Normko (Normkonstruktionen und Statik) verwaltete und vermarktete. Sein bekanntestes, im Jahre 1956 angemeldete Patent war die Silberkuhl-Schale oder das Silberkuhl-System in Form eines hyperbolischen Paraboloids, eine HP-Schale. Silberkuhls Schale wurde seit 1957 im großen Stil von England bis Italien, später weltweit, im Industriebau eingesetzt. Es kam zum Patentstreit mit Herbert Müller aus der DDR, der im Jahre 1954 ein vergleichbares HP-Schalen-Patent angemeldet hatte. Man einigte sich 1961, indem Müller auf sein Patent außerhalb der DDR gegen eine Abfindung verzichtete.